# 金山站 (福岡縣)
金山站（日语：／ Kanayama eki */?）是位於日本福岡縣福岡市城南區金山團地，隸屬於福岡市地下鐵七隈線的鐵路車站。

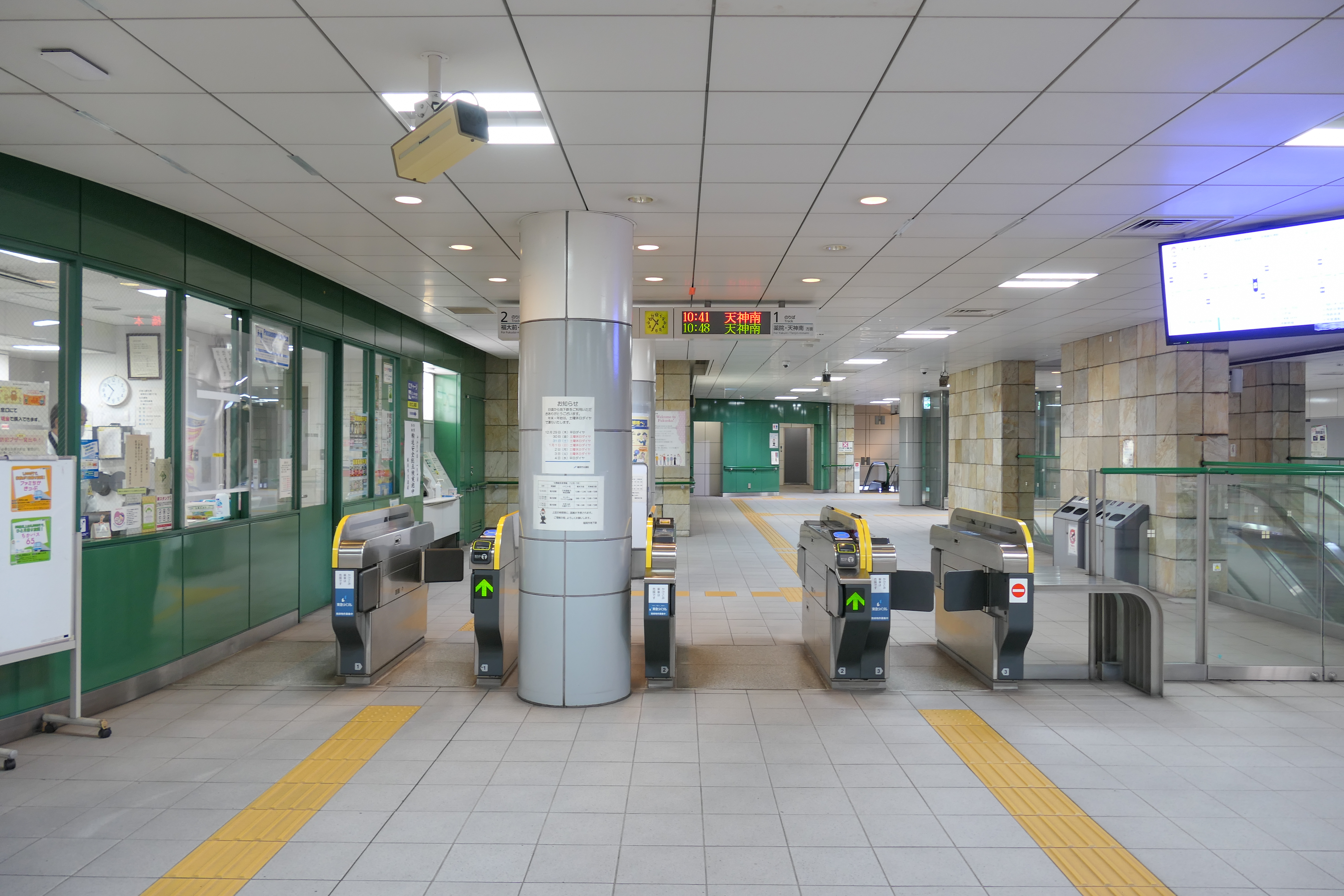
驗票口（2022年12月）

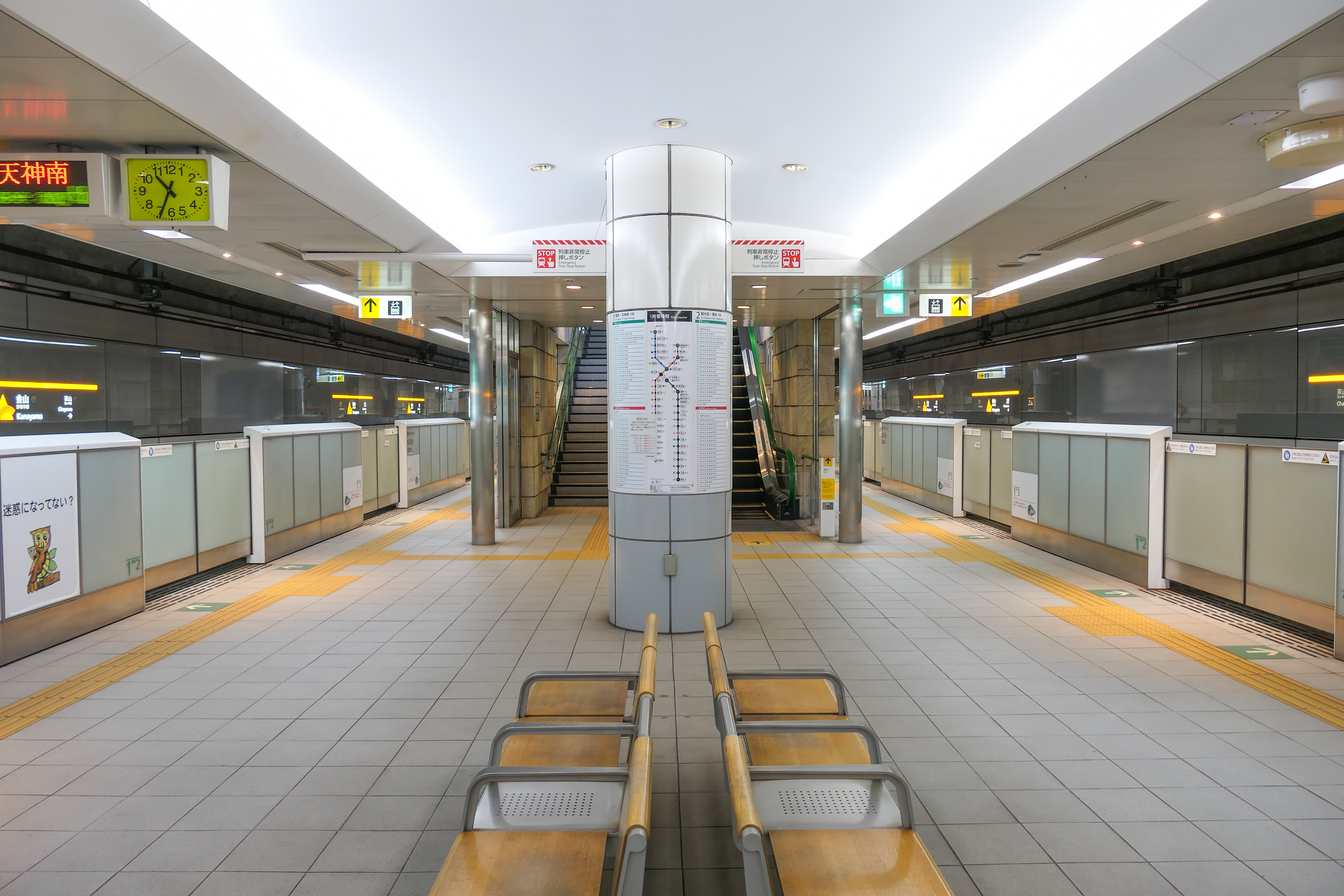
1號與2號月台（2022年12月）

## 車站構造
本站為島式月台1面2線的地下車站。

### 月台配置
| 月台 | 路線   | 目的地                         |
| ---- | ------ | ------------------------------ |
| 1    | 七隈線 | 六本松、藥院、天神南、博多方向 |
| 2    | 七隈線 | 福大前、橋本方向               |

## 車站周邊
- 金山團地
- 日本郵政公社金山團地郵政局
- 菊池橋
- 福岡信用金庫七隈支店
- 福岡中央銀行七隈支店
- 西鐵商店（西鉄ストア）七隈店
- Sunny七隈店
- 福岡銀行七隈支店
- 西日本城市銀行（西日本シティ銀行）七隈支店（原本的金山支店已與七隈支店合併）
- 七隈變電所
- 茶山團地
- 福岡縣駕駛學校

## 历史
- 2005年2月3日 啟用

## 相鄰車站
福岡市交通局（福岡市地下鐵）
 七隈線
七隈（N07）－金山（N08）－茶山（N09）

## 外部連結
- （日語）福岡市地下鐵 金山站